# Șiveluci
Șiveluci (în rusă Шивелуч, IPA: [ʂɨˈvʲeɫʊt͡ɕ]), numit și Șeveluci, care provine de la „suelici” care înseamnă „munte fumător” în limba itelmenă, este cel mai nordic vulcan activ din regiunea Kamceatka, Rusia. Acesta și Karimski sunt cei mai mari, cei mai activi și cei mai activi vulcani în erupție continuă din Kamceatka, precum și unii dintre cei mai activi de pe planetă. Șiveluci erupe în jur de 0,015 km3 de magmă pe an, ceea ce provoacă frecvente și mari avalanșe fierbinți și formațiuni de dom de lavă la vârf. Emisiile de cenușă vulcanică de la acest vulcan perturbă adesea traficul aerian care leagă continentele asiatic și nord-american.
Șiveluci aparține grupului de vulcani Kliucievskaia, situat în centrul ținutului Kamceatka, la 84 de kilometri nord-vest de Ust-Kamchatsk. Cea mai apropiată așezare de vulcan este Kliuchi, situată la 50 km de munte. Așezarea este suficient de mică pentru a putea evacua rapid în cazul unei erupții majore.